# Buchberg (Ganzlin)
Buchberg è un ex comune di 563 abitanti del Meclemburgo-Pomerania Anteriore, in Germania, dal 2014 frazione di Ganzlin.
Appartiene al circondario (Kreis) di Ludwigslust-Parchim (targa PCH) ed è parte della comunità amministrativa (Amt) di Plau am See.